# Unai Naveira
Unai Naveira Talavera (Sestao, Vizcaya, 30 de abril de 2001), más conocido como Unai Naveira, es un futbolista español que juega en la demarcación de centrocampista en el Barakaldo CF de la Primera Federación. Es hermano del futbolista Xabier Naveira.

## Trayectoria
Naveira comenzó a jugar al fútbol en las filas del Sestao River Club, antes de ingresar en el Athletic Club en categoría alevín. En 2019 promocionó al CD Basconia, segundo filial rojiblanco. En la temporada 2021-22 formó parte de la plantilla del Bilbao Athletic de la Primera Federación. Tras disputar 15 partidos en la primera vuelta de la competición de la temporada 2022-23 con el Bilbao Athletic, el 31 de enero de 2023 firmó por el NK Istra 1961 de la Prva HNL, en calidad de cedido por el conjunto bilbaíno.
El 10 de agosto de 2023, tras finalizar su contrato con el Athletic Club firmó por el San Fernando de la Primera Federación.Un año más tarde fichó por el Barakaldo CF de Primera Federación.

## Clubes
| Club                   | País    | Año       |
| ---------------------- | ------- | --------- |
| CD Basconia            | España  | 2019-2021 |
| Bilbao Athletic        | España  | 2021-2023 |
| NK Istra 1961 (cedido) | Croacia | 2023      |
| San Fernando C. D.     | España  | 2023-2024 |
| Barakaldo CF           | España  | 2024-Act. |